# Manuel Bronchud
Manuel Bronchud i Guisoni (* 21. Dezember 1923 in Barcelona; † 10. März 2012 ebenda) war ein spanischer Schauspieler.
Seit seinem Debüt in Relato policíaco 1954 drehte der großgewachsene Darsteller rund 100 Filme und Fernsehstücke, in denen er bis ins hohe Alter als Nebendarsteller aktiv war. Dabei reichte die Bandbreite seiner Filme von der Genreware der 1960er und 1970er Jahre bis hin zu den Werken der neuen spanischen Regisseursgeneration nach 1990. Neben seiner Film- und Fernsehkarriere war er auch 1973 in seiner Heimatstadt auf der Bühne zu sehen.

## Filmografie (Auswahl)
- 1954: Relato policíaco
- 1967: Hetzjagd (Un homme à abattre)
- 1969: La legge della violenza
- 1972: Ein Einsamer kehrt zurück (El retorno de Clint el Solitario)
- 1972: Judas… ¡toma tus monedas!
- 1972: Ninguno de los tres se llamaba Trinidad
- 1973: Le llamaban Calamidad
- 2007: REC
- 2010: La riera (Fernsehserie, eine Folge)